# Giải bóng đá Cúp Quốc gia 2011
Giải bóng đá Cúp Quốc gia 2011, tên gọi chính thức là Giải bóng đá Cúp Quốc gia - Nhựa Hoa Sen 2011 vì lý do tài trợ, là mùa giải thứ 19 của Giải bóng đá Cúp Quốc gia do Liên đoàn bóng đá Việt Nam (VFF) tổ chức lần thứ 19. Diễn ra từ ngày 8 tháng 1 đến 27 tháng 8 năm 2011, giải đấu có sự góp mặt của 13 đội bóng thuộc giải Vô địch Quốc gia và 12 đội bóng thuộc giải hạng Nhất. Đây là năm thứ hai liên tiếp tập đoàn Hoa Sen trở thành nhà tài trợ chính cho giải đấu.

## Thể thức thi đấu
25 đội bóng có 20 đội bóng tham dự từ vòng 1/16 và 5 đội (SHB Đà Nẵng, Becamex Bình Dương, Sông Lam Nghệ An,Hoàng Anh Gia Lai và Hà Nội T&T) được vào thẳng vòng 1/8.
Giải áp dụng luật thi đấu của FIFA và các quy chế, quy định của Liên đoàn bóng đá Việt Nam.
Các đội đấu loại trực tiếp 1 lượt trận, nếu hoà sau 2 hiệp chính sẽ thi đá luân lưu 11 mét để xác định đội thắng (không có hiệp phụ). Hai đội thua ở bán kết cùng xếp thứ ba. Đội đoạt cúp vô địch sẽ dự trận tranh Siêu cúp Quốc gia và đại diện Việt Nam tham dự AFC Cup 2012.

## Sơ đồ thi đấu
|  | Round of 16                  | Round of 16            |                         |      | Tứ kết        | Tứ kết        |  |  | Bán kết | Bán kết |  |  | Chung kết | Chung kết |
|  |                              |                        |                         |      |               |               |  |  |         |         |  |  |           |           |
|  | 15 tháng 1-Nam Định          |                        |                         |      |               |               |  |  |         |         |  |  |           |           |
|  |                              |                        |                         |      |               |               |  |  |         |         |  |  |           |           |
|  | Nam Định                     | 1                      |                         |      |               |               |  |  |         |         |  |  |           |           |
|  | Nam Định                     | 1                      | 12 tháng 2-Ninh Bình    |      |               |               |  |  |         |         |  |  |           |           |
|  | Xi măng The Vissai Ninh Bình | 3                      |                         |      |               |               |  |  |         |         |  |  |           |           |
|  | Xi măng The Vissai Ninh Bình | 3                      | XM The Vissai Ninh Bình | 1(1) |               |               |  |  |         |         |  |  |           |           |
|  | 15 tháng 1-Thanh Hóa         |                        | XM The Vissai Ninh Bình | 1(1) |               |               |  |  |         |         |  |  |           |           |
|  |                              | Lam Sơn Thanh Hoá      | 1(3)                    |      |               |               |  |  |         |         |  |  |           |           |
|  | Lam Sơn Thanh Hoá            | Lam Sơn Thanh Hoá      | 1(3)                    | 3(4) |               |               |  |  |         |         |  |  |           |           |
|  | Lam Sơn Thanh Hoá            |                        | 10 tháng 8-Thanh Hoá    | 3(4) |               |               |  |  |         |         |  |  |           |           |
|  | SHB Đà Nẵng                  | 3(2)                   |                         |      |               |               |  |  |         |         |  |  |           |           |
|  | SHB Đà Nẵng                  | 3(2)                   | Lam Sơn Thanh Hoá       | 2(3) |               |               |  |  |         |         |  |  |           |           |
|  | 15 tháng 1-Quy Nhơn          |                        | Lam Sơn Thanh Hoá       | 2(3) |               |               |  |  |         |         |  |  |           |           |
|  |                              | Navibank Sài Gòn       | 2(5)                    |      |               |               |  |  |         |         |  |  |           |           |
|  | SQC Bình Định                | Navibank Sài Gòn       | 2(5)                    | 1    |               |               |  |  |         |         |  |  |           |           |
|  | SQC Bình Định                | 12 tháng 2-Thủ Dầu Một |                         | 1    |               |               |  |  |         |         |  |  |           |           |
|  | Becamex Bình Dương           | 2                      |                         |      |               |               |  |  |         |         |  |  |           |           |
|  | Becamex Bình Dương           | 2                      | Becamex Bình Dương      | 1(9) |               |               |  |  |         |         |  |  |           |           |
|  | 15 tháng 1-TP.HCM            |                        | Becamex Bình Dương      | 1(9) |               |               |  |  |         |         |  |  |           |           |
|  |                              | Navibank Sài Gòn       | 1(10)                   |      |               |               |  |  |         |         |  |  |           |           |
|  | Navibank Sài Gòn             | Navibank Sài Gòn       | 1(10)                   | 2    |               |               |  |  |         |         |  |  |           |           |
|  | Navibank Sài Gòn             |                        | 27 tháng 8-TP.HCM       | 2    |               |               |  |  |         |         |  |  |           |           |
|  | Hà Nội T&T                   | 0                      |                         |      |               |               |  |  |         |         |  |  |           |           |
|  | Hà Nội T&T                   | 0                      | Navibank Sài Gòn        | 3    |               |               |  |  |         |         |  |  |           |           |
|  | 15 tháng 1-Vinh              |                        | Navibank Sài Gòn        | 3    |               |               |  |  |         |         |  |  |           |           |
|  |                              | Sông Lam Nghệ An       | 0                       |      |               |               |  |  |         |         |  |  |           |           |
|  | Sông Lam Nghệ An             | Sông Lam Nghệ An       | 0                       | 2    |               |               |  |  |         |         |  |  |           |           |
|  | Sông Lam Nghệ An             | 12 tháng 2-Vinh        |                         | 2    |               |               |  |  |         |         |  |  |           |           |
|  | Bảo hiểm Thái Sơn Quảng Nam  | 1                      |                         |      |               |               |  |  |         |         |  |  |           |           |
|  | Bảo hiểm Thái Sơn Quảng Nam  | 1                      | Sông Lam Nghệ An        | 4    |               |               |  |  |         |         |  |  |           |           |
|  | 16 tháng 1-TP.HCM            |                        | Sông Lam Nghệ An        | 4    |               |               |  |  |         |         |  |  |           |           |
|  |                              | Sài Gòn Xuân Thành     | 2                       |      |               |               |  |  |         |         |  |  |           |           |
|  | Sài Gòn Xuân Thành           | Sài Gòn Xuân Thành     | 2                       | 2    |               |               |  |  |         |         |  |  |           |           |
|  | Sài Gòn Xuân Thành           |                        | 10 tháng 8-Vinh         | 2    |               |               |  |  |         |         |  |  |           |           |
|  | Đồng Tâm Long An             | 0                      |                         |      |               |               |  |  |         |         |  |  |           |           |
|  | Đồng Tâm Long An             | 0                      | Sông Lam Nghệ An        | 2    |               |               |  |  |         |         |  |  |           |           |
|  | 15 tháng 1-Hạ Long           |                        | Sông Lam Nghệ An        | 2    |               |               |  |  |         |         |  |  |           |           |
|  |                              | Hoàng Anh Gia Lai      | 1                       |      | Tranh hạng ba | Tranh hạng ba |  |  |         |         |  |  |           |           |
|  | Than Quảng Ninh              | Hoàng Anh Gia Lai      | 1                       | 1    | Tranh hạng ba | Tranh hạng ba |  |  |         |         |  |  |           |           |
|  | Than Quảng Ninh              | 12 tháng 2-Nha Trang   |                         | 1    |               |               |  |  |         |         |  |  |           |           |
|  | Khatoco Khánh Hoà            | 2                      |                         |      |               |               |  |  |         |         |  |  |           |           |
|  | Khatoco Khánh Hoà            | 2                      | Khatoco Khánh Hoà       | 1    |               |               |  |  |         |         |  |  |           |           |
|  | 16 tháng 1-Hà Nội            |                        | Khatoco Khánh Hoà       | 1    |               |               |  |  |         |         |  |  |           |           |
|  |                              | Hoàng Anh Gia Lai      | 3                       |      |               |               |  |  |         |         |  |  |           |           |
|  | Hoà Phát Hà Nội              | Hoàng Anh Gia Lai      | 3                       | 0(3) |               |               |  |  |         |         |  |  |           |           |
|  | Hoà Phát Hà Nội              |                        |                         | 0(3) |               |               |  |  |         |         |  |  |           |           |
|  | Hoàng Anh Gia Lai            | 0(4)                   |                         |      |               |               |  |  |         |         |  |  |           |           |
|  | Hoàng Anh Gia Lai            | 0(4)                   |                         |      |               |               |  |  |         |         |  |  |           |           |

## Vòng 1/16
|  | v          |  |
|  | ---------- |  |
|  | (chi tiết) |  |

|  | v          |  |
|  | ---------- |  |
|  | (chi tiết) |  |

|  | v          |  |
|  | ---------- |  |
|  | (chi tiết) |  |

|  | v          |  |
|  | ---------- |  |
|  | (chi tiết) |  |

|  | v          |  |
|  | ---------- |  |
|  | (chi tiết) |  |

|  | v          |  |
|  | ---------- |  |
|  | (chi tiết) |  |

|  | v          |  |
|  | ---------- |  |
|  | (chi tiết) |  |

|  | v          |  |
|  | ---------- |  |
|  | (chi tiết) |  |

|  | v          |  |
|  | ---------- |  |
|  | (chi tiết) |  |

----
|  | v          |  |
|  | ---------- |  |
|  | (chi tiết) |  |

## Vòng 1/8
|  | 1 - 3      |  |
|  | ---------- |  |
|  | (chi tiết) |  |

|  | 3 - 3 4-3(11m) |  |
|  | -------------- |  |
|  | (chi tiết)     |  |

|  | 1 - 2      |  |
|  | ---------- |  |
|  | (chi tiết) |  |

|  | 2 - 0      |  |
|  | ---------- |  |
|  | (chi tiết) |  |

| Sông Lam Nghệ An                           | 2 - 1      | Bảo hiểm Thái Sơn Quảng Nam |
| ------------------------------------------ | ---------- | --------------------------- |
| Trần Quốc Tuấn 7' · Nguyễn Trọng Hoàng 89' | (chi tiết) | Carlos Alberto S Deus 35'   |

|  | v          |  |
|  | ---------- |  |
|  | (chi tiết) |  |

|  | v          |  |
|  | ---------- |  |
|  | (chi tiết) |  |

|  | v          |  |
|  | ---------- |  |
|  | (chi tiết) |  |

## Tứ kết
|  | v          |  |
|  | ---------- |  |
|  | (chi tiết) |  |

|  | v          |  |
|  | ---------- |  |
|  | (chi tiết) |  |

| Sông Lam Nghệ An                                                | 4 - 2      | Sài Gòn Xuân Thành                                    |
| --------------------------------------------------------------- | ---------- | ----------------------------------------------------- |
| Đình Luật 13' · Thierry 62' · Nguyễn Quang Tình 66' · Kavin 68' | (chi tiết) | Kesley 11' · Duy Quang 18' · Trần Trọng Bình 48' 90+' |

|  | v          |  |
|  | ---------- |  |
|  | (chi tiết) |  |

## Bán kết
|  | v          |  |
|  | ---------- |  |
|  | (chi tiết) |  |

| Sông Lam Nghệ An                              | 2 - 1      | Hoàng Anh Gia Lai   |
| --------------------------------------------- | ---------- | ------------------- |
| Nguyễn Trọng Hoàng 65' · Nguyễn Hồng Việt 93' | (chi tiết) | Đoàn Việt Cường 88' |

## Chung kết
| Navibank Sài Gòn                                                                           | 3–0      | Sông Lam Nghệ An                                                                          |
| ------------------------------------------------------------------------------------------ | -------- | ----------------------------------------------------------------------------------------- |
| - Nguyễn Quang Hải 31' - Cao Quang Hướng 42', 54' - Đoàn Văn Nirut 61' - Lê Quang Long 88' | Chi tiết | - Nguyễn Hoàng Helio 9' - Trần Đình Đồng 71' - Âu Văn Hoàn (2) 67' - Nguyễn Công Mạnh 84' |

| Vô địch Cúp Quốc gia 2011 Navibank Sài Gòn Lần thứ nhất |